# Університет Огасти
33°28′18″ пн. ш. 81°59′20″ зх. д. / 33.4717° пн. ш. 81.9889° зх. д.
Університет Огасти (AU) — державний дослідницький університет і академічний медичний центр у місті Огаста, штат Джорджія. Він є частиною університетської системи Джорджії та має супутникові медичні кампуси в Савані, Олбані, Римі та Афінах. У ньому працює понад 15 000 людей, має понад 56 000 випускників   і акредитований Південною асоціацією коледжів і шкіл.
Система охорони здоров’я Університету Огасти включає медичний центр Університету Огасти на 478 ліжок, дитячу лікарню Джорджії на 154 ліжка  та понад 80 амбулаторних клінік.
Головний кампус Університету Огаста в Огасті, штат Джорджія, охоплює понад 200 акрів і має чотири місцеві кампуси.

## Інтернет-ресурси
- Official website
- Official athletics website
- Historical Images of the Medical College Collection, Digital Library of Georgia
- National Park Service "Discover Our Shared Heritage" travel itinerary